# Vita reale
La "vita reale" è una frase usata per distinguere eventi reali, persone e attività da mondi immaginari o personaggi, dalle interazioni su Internet, o, in senso peggiorativo, da certi stili di vita o attività che chi parla ritiene meno importante, degno, o in altro modo "reale".

## Distinzione da Internet
Su Internet, "vita reale" si riferisce alla vita nel mondo reale. Online, l'acronimo "IRL'' sta per "nella vita reale", con il significato di "non su Internet". Ad esempio, mentre gli utenti di Internet possono parlare di aver "incontrato" qualcuno che hanno contattato tramite chat online o in un contesto di gioco online, per dire che hanno incontrato qualcuno "nella vita reale", vale a dire che essi letteralmente incontrati in un comune posizione fisica.
Molti sociologi impegnati nello studio di Internet hanno predetto che un giorno, una distinzione tra mondi online e vita reale può sembrare importante, notando che alcuni tipi di attività online, come ad esempio intrighi sessuali, hanno già fatto il passaggio completo nella "realtà".

### Terminologie correlate
L'abbreviazione "RL" sta per "Real Life" (vita reale) e "IRL" per "In real life" (nella vita reale). Ad esempio, si può parlare di "incontro IRL" (LMIRL) qualcuno che si è conosciuto online. Può anche essere usato per esprimere l'incapacità di utilizzare Internet per un tempo a causa di "problemi RL." Alcuni utenti di Internet usano il linguaggio "face time", "meatspace" o "spazio della carne", contrastando il termine "cyberspazio". "Meatspace" è apparso sul Financial Times e nei film di fantascienza. Alcuni dei primi usi del termine sono stati ritrovati in un post su austin.public-net nel 1993 e un articolo del Seattle Times di John Perry Barlow nel 1995.
Il termine è entrato nel Dizionario Inglese di Oxford nel 2000.

## Distinzione dalla fantascienza
Quando viene utilizzato per distinguere da mondi immaginari o universi contro la realtà del lettore, il termine ha una lunga storia:
Analogamente, l'espressione può essere utilizzata per distinguere un attore da un carattere, ad esempio "Nella vita reale, ha un accento britannico "o" Nella vita reale, vive a Los Angeles. "
C'è un uso correlato tra i giocatori di ruolo (role-players) per distinguere la fantasia dal mondo reale, per esempio "Cosa fai nella vita reale? " o "Dove vivi nella vita reale?"

## Altri usi
La frase è usata anche per distinguere la vita accademica dal lavoro in altri settori, in modo simile al termine "mondo reale". Una persona con esperienza nella "vita reale" o il "mondo reale", ha esperienza al di là dell'apprendimento su di un libro. Può anche essere usato, spesso in senso peggiorativo, per distinguere altre sottoculture insulari, ambienti di lavoro, o stili di vita dalle attività più tradizionali, sociali e professionali.